# Równanie liniowe
Równanie liniowe – równanie algebraiczne stopnia pierwszego.
Poniższe równania są liniowe:
- {\displaystyle 2x-3y+1=3}
- {\displaystyle x+2y+1=2x}
- {\displaystyle -4x-3=x+1}
- {\displaystyle 6x+y-z+1=3x+z}

Poniższe równania nie są liniowe:
- {\displaystyle 2^{x}-x=3}
- {\displaystyle x^{2}-x-1=2x}
- {\displaystyle \sin x-2x-1=2}
- {\displaystyle |x|-1=0}
- {\displaystyle 2x-3y^{2}+1=3}

Można też mówić o równaniu liniowym ze względu na wybrane niewiadome – oznacza to, że niewiadome te występują w równaniu w potędze 1. Na przykład równanie {\displaystyle 2x-3y^{2}+1=3} jest liniowe ze względu na {\displaystyle x,} lecz nie jest liniowe ze względu na {\displaystyle y.}
Dowolne równanie liniowe o jednej niewiadomej daje się zapisać w postaci:
{\displaystyle ax=b,}
gdzie {\displaystyle x} jest niewiadomą, {\displaystyle a} i {\displaystyle b} są pewnymi wiadomymi liczbami (lub innymi elementami ciała, w jakim rozpatruje się równanie). Jeśli {\displaystyle a\neq 0,} to takie równanie zawsze ma dokładnie jeden pierwiastek (inaczej mówiąc, jedno rozwiązanie), który można znaleźć za pomocą wzoru {\displaystyle x=b/a.} Jeśli {\displaystyle a=b=0,} to wszystkie liczby (elementy ciała) są pierwiastkami tego równania. Jeśli {\displaystyle a=0,b\neq 0,} to równanie nie ma żadnego pierwiastka. Należy jednak powiedzieć, że jeżeli {\displaystyle a=0,} to stopień tego równania jest nie pierwszym, a zerowym albo w ogóle nieistniejącym, co nie odpowiada podanej wyżej definicji równania liniowego; jednak często takie równania również są traktowane jako liniowe; zaś przyjmując powyższą definicję, można powiedzieć, że równanie liniowe z jedną niewiadomą zawsze ma dokładnie jeden pierwiastek.
Równanie liniowe, które posiada więcej niż jedną niewiadomą, w typowym przypadku ma nieskończenie wiele rozwiązań i nigdy nie może być oznaczonym (czyli mieć dokładnie jedno rozwiązanie). Jakie przypadki przy jakich warunkach są możliwe, można badać, wychodząc z teorii układów równań liniowych, ponieważ równanie można rozpatrywać jako układ o jednym równaniu.